# Sriperumbudur
Sriperumbudur là một thị xã panchayat của quận Kancheepuram thuộc bang Tamil Nadu, Ấn Độ.

## Địa lý
Sriperumbudur có vị trí 12°58′B 79°57′Đ / 12,97°B 79,95°Đ Nó có độ cao trung bình là 37 mét (121 feet).

## Nhân khẩu
Theo điều tra dân số năm 2001 của Ấn Độ, Sriperumbudur có dân số 16.085 người. Phái nam chiếm 50% tổng số dân và phái nữ chiếm 50%. Sriperumbudur có tỷ lệ 71% biết đọc biết viết, cao hơn tỷ lệ trung bình toàn quốc là 59,5%: tỷ lệ cho phái nam là 78%, và tỷ lệ cho phái nữ là 64%. Tại Sriperumbudur, 12% dân số nhỏ hơn 6 tuổi.